# Пласа, Викторино де ла
Виктори́но де ла Пла́са (исп. Victorino de la Plaza; 2 ноября 1840, Качи — 2 октября 1919, Буэнос-Айрес) — аргентинский адвокат, военный и политик. Занимал посты вице-президента с 12 октября 1910 по 9 августа 1914 года и президента Аргентины с 9 августа 1914 по 12 октября 1916 года. Участник Парагвайской войны.